# روستا (پیمونت)
روستا (به ایتالیایی: Rosta) یک کومونه در ایتالیا است که در استان تورین واقع شده‌است.

## خصوصیات
روستا ۹٫۰ کیلومترمربع مساحت و ۴٬۶۸۵ نفر جمعیت دارد و ۳۹۹ متر بالاتر از سطح دریا واقع شده‌است.

## خواهرخوانده
شهر بینیتسه خواهرخواندهٔ روستا (پیمونت) هست.